# Josh Risdon
Joshua „Josh“ Robert Risdon (* 27. Juli 1992 in Bunbury) ist ein australischer Fußballnationalspieler auf der Position des rechten Außenverteidigers. Er steht derzeit in seiner Heimat beim australischen Erstligisten Western United unter Vertrag.

## Karriere

### Verein
Risdon begann seine Karriere in einem Footballcamp in seiner Heimat im Westen Australiens. 2009 wechselte er zu Perth Glory. Dort debütierte der Außenverteidiger unter Trainer Ian Ferguson im November 2010 in der Partie gegen den Northern Fury FC in der ersten australischen Liga. Nach und nach entwickelte er sich zum Stammspieler. Nach über 130 Ligaspielen, bei denen ihm zwei Tore gelangen, wechselte er 2017 zum Ligakonkurrenten Western Sydney Wanderers. Dort spielte er zu Beginn regelmäßig, stand zuletzt aber nicht mehr im Kader, sodass Risdon sich im Sommer 2019 Western United anschloss.

### Nationalmannschaft
Risdon debütierte für die australische Fußballnationalmannschaft am 17. November 2015 beim 4:0-Sieg im WM-Qualifikationsspiel gegen Bangladesch. Bei der Fußball-Weltmeisterschaft 2018 stand er australischen Kader und absolvierte alle drei Vorrundenspielen. Als Letzter der Gruppe C schied Risdon mit Australien danach jedoch aus. Auch bei der Fußball-Asienmeisterschaft 2019 stand er im australischen Aufgebot, absolvierte selbst jedoch nur die erste Halbzeit bei der 0:1-Niederlage im ersten Vorrundenspiel gegen Jordanien. Australien scheiterte im Viertelfinale.